# Île de Montréal (Nunavut)
Ne doit pas être confondu avec Île de Montréal.
L’île de Montréal est une île de la baie de Chantrey au Nunavut, Canada.